# Octolasmis hoeki
Octolasmis hoeki är en kräftdjursart som först beskrevs av Stebbing 1895.  Octolasmis hoeki ingår i släktet Octolasmis och familjen Poecilasmatidae. Inga underarter finns listade i Catalogue of Life.